# Cis bifasciatus
Cis bifasciatus is een keversoort uit de familie houtzwamkevers (Ciidae). De wetenschappelijke naam van de soort werd in 1877 gepubliceerd door Edmund Reitter.